# Cantaous
Cantaous település Franciaországban, Hautes-Pyrénées megyében. Lakosainak száma 433 fő (2022. január 1.). Cantaous Pinas, Villeneuve-Lécussan, Escala, Lannemezan, Saint-Laurent-de-Neste és Tuzaguet községekkel határos.

## Népesség
A település népességének változása:
| Lakosok száma | 440  | 442  | 446  | 443  | 442  | 442  | 440  | 437  | 433  |
|               | 2013 | 2015 | 2016 | 2017 | 2018 | 2019 | 2020 | 2021 | 2022 |